# Murs for President
Murs for President è il sesto album in studio del rapper statunitense Murs, pubblicato nel 2008.

## Tracce
1. Intro – 1:47
2. I'm Innocent – 3:52
3. Lookin' Fly (featuring will.i.am) – 3:59
4. The Science – 4:55
5. Can It Be (Half a Million Dollars and 18 Months Later) – 3:43
6. Everything – 3:34
7. Road Is My Religion – 4:13
8. Sooo Comfortable – 5:02
9. Time Is Now (featuring Snoop Dogg) – 4:55
10. Think You Know Me – 4:00
11. Me and This Jawn – 3:34
12. Love and Appreciate II (featuring Tyler Woods) – 4:31
13. A Part of Me – 4:22
14. Break Up (The OJ Song) – 4:08
15. Breakthrough – 4:05